# Statua di personaggio romano da Delos
La statua di personaggio romano (Pseudo-atleta di Delos), alta 2,25 metri, proveniente da Delos e conservata al Museo archeologico nazionale di Atene è un'importante opera della statuaria romana, tra i prototipi delle statue cosiddette "achillee" (termine usato da Plinio), dove un ritratto realistico di un personaggio era posto su un corpo nudo in atteggiamento eroico. È databile agli ultimi decenni del II secolo a.C., prima della perdita di importanza di Delos in seguito alle guerre mitridatiche e confrontabile con l'Ofellio Fero.

## Storia e descrizione

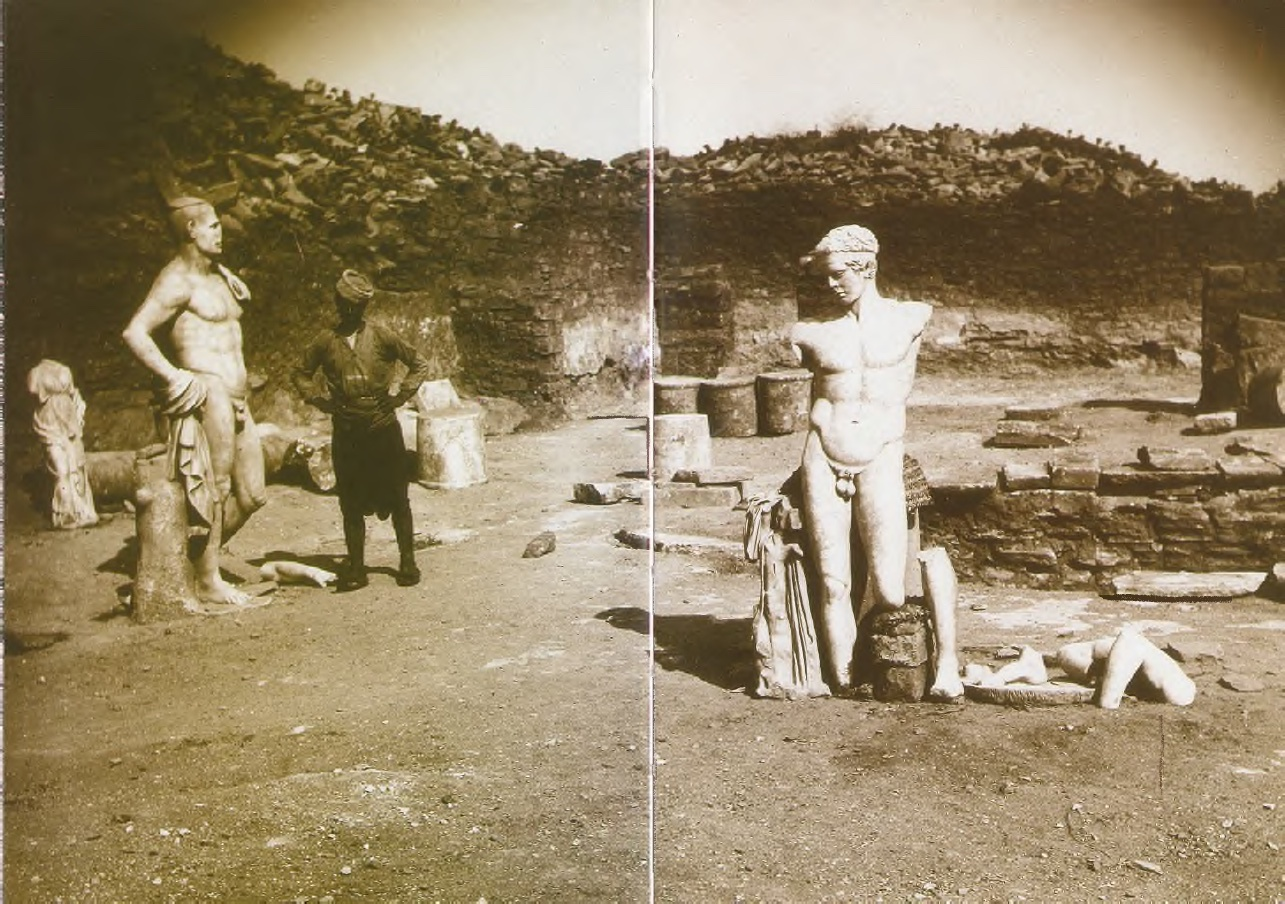
La statua del cosiddetto pseudo-atleta di Delos (a sinistra), insieme ai Diadumeno, subito dopo la loro scoperta nel 1894. La Grecia antica: archeologia di una scoperta (pp. 4-5) di Roland e Françoise Étienne, collana «Universale Electa/Gallimard» (nº 36).

La statua proviene dal porto franco di Delos, nelle Cicladi, uno dei luoghi di incontro tra mercanti orientali e negotiatores italici. Il corpo si rifà alle raffigurazioni classiche di eroi, atleti o divinità, dalla postura morbida derivato dai modi di Prassitele. La testa invece ha un carattere marcatamente ritrattistico, in contrasto con l'aura idealizzata del corpo, con la mascella quadrata e il doppio mento, il cranio calvo, le orecchie sporgenti.
Interessante è l'esempio di opere d'arte per una committenza di ceto intermedio, per il quale l'artista, a differenza delle classi aristocratiche romane, realizzò una sorta di sintesi sbrigativa tra le esigenze ritrattistiche e il retaggio scultoreo classico, in una sorta di imitazione dei modelli privi delle valenze psicologiche dell'arte greca.
A partire da queste esperienze, con il ritorno dei negotiatores in patria a Roma, nacque in seguito il tipico ritratto "repubblicano" romano, espressione delle nuove classi aristocratiche "del danaro" a cui dovrà la sua fortuna Ottaviano Augusto.